# Károly Leiningen-Westerburg
Le comte Károly Leiningen-Westerburg (Karl August Graf zu Leiningen-Westerburg en allemand ; Altleiningeni gróf Leiningen-Westerburg Károly Ágost en hongrois) (1819-1849) est un général allemand de l'armée hongroise exécuté pour sa participation à la révolution hongroise de 1848. Il est l'un des 13 martyrs d'Arad.